# Phaya Tani
 (juillet 2022).

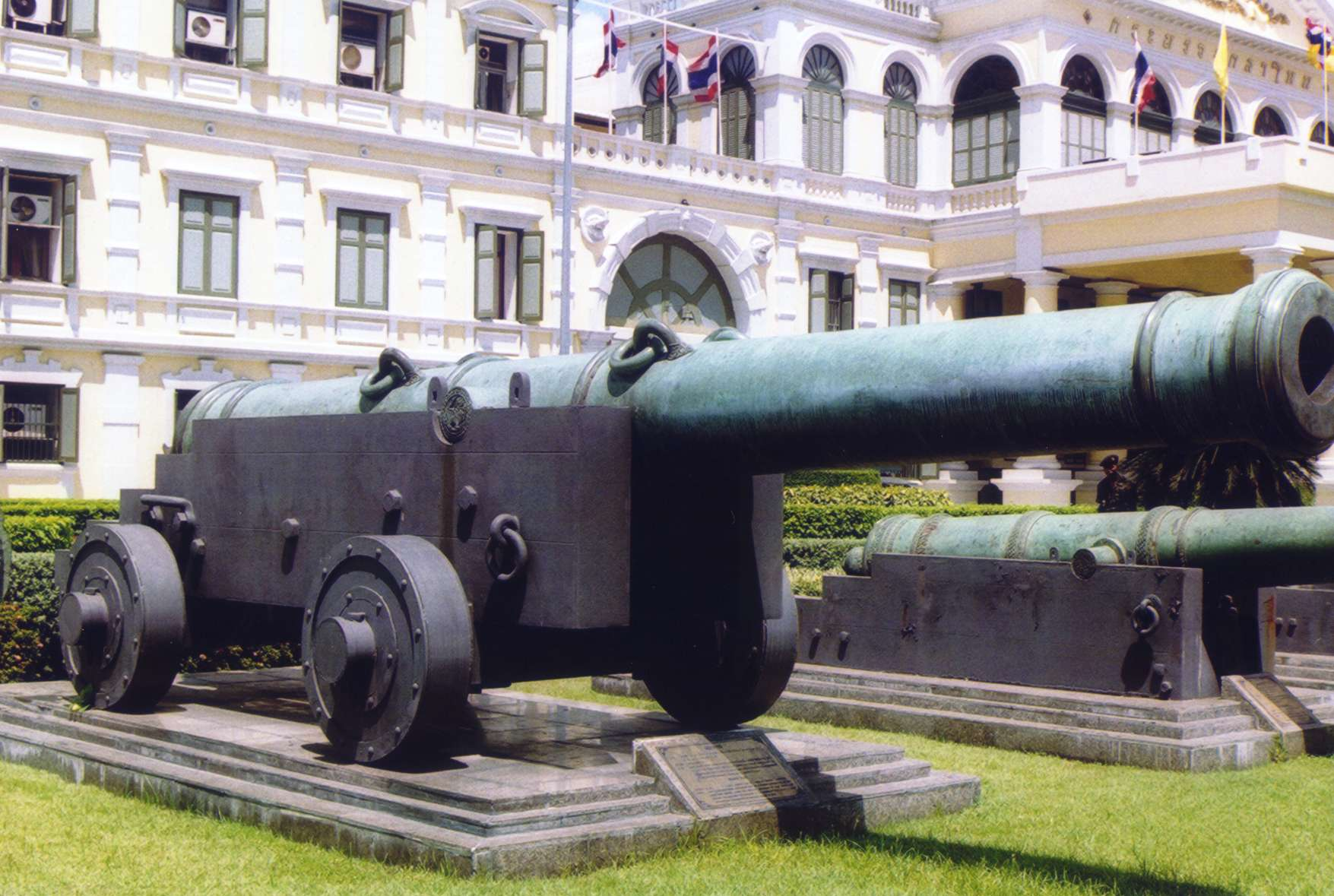
Le Phaya Tani en face du Ministère de la Défense.

Le Phaya Tani (ou Seri Patani en malais) est un canon de siège de la province de Pattani, dans le sud de la Thaïlande, datant du début du XVIIe siècle. C'est le plus grand canon jamais fondu dans ce qui est la Thaïlande actuelle, mesurant 6,82 m de long et était majoritairement composé de laiton. Il est exposé devant le ministère de la Défense, faisant face au Grand Palais de Bangkok. Le canon est toujours utilisé comme symbole de la province de Pattani.
Le Seri Patani (signifiant « l'indépendance de Pattani ») a été fondu[Passage contradictoire (forgé ou fondu ? c'est pas du tout la même chose...)] au début du XVIIe siècle dans le Royaume de Patani par un artisan d'origine chinoise appelé Tok Kayan. Le Sultan Ratu Biru (en) avait ordonné la construction d'une artillerie puissante en réponse aux rumeurs d'une future attaque venant du Siam. Trois canons ont été fondus[Passage contradictoire (forgé ou fondu ? c'est pas du tout la même chose...)], deux armes de siège nommées Seri Patani et Seri Negara, et un plus petit canon nommé Mahalela.
Après la chute d'Ayutthaya aux mains des birmans en 1767, le Royaume de Patani renonça à son statut d'État tributaire du Siam et déclara son indépendance. Dix-huit ans plus tard, cependant, une armée thaïlandaise dirigée par le frère du roi Rama Ier, le vice-roi Boworn Maha Surasinghanat, envahit et conquit Pattani, et les Thaïlandais continuèrent de le gouverner depuis.
Les canons Phaya Patani et Phaya Negara ont été envoyés à Bangkok comme trophées de guerre. Le Phaya Negara a été perdu car il a été chargé à bord d'un navire et plongé dans la mer, où il reste toujours actuellement.
Le roi Rama I commanda un canon de taille similaire nommé Narai Sanghan (Thai: นารายณ์ สังหาร) pour pouvoir être utilisé afin d'accompagner le Phaya Patani, maintenant rebaptisé Phraya Tani.